# Никитенко, Борис Николаевич
Бори́с Никола́евич Никите́нко (1 сентября (20 августа) 1884, Севастополь — 2 сентября (21 августа) 1907, Санкт-Петербург) — видный деятель партии социалистов-революционеров, член её «Боевой организации», соратник Бориса Викторовича Савинкова; один из организаторов несостоявшегося покушения на императора Николая II; казнён по приговору Петербургского военно-окружного суда в посёлке Лисий Нос под Санкт-Петербургом.
Потомственный дворянин.

## Биография

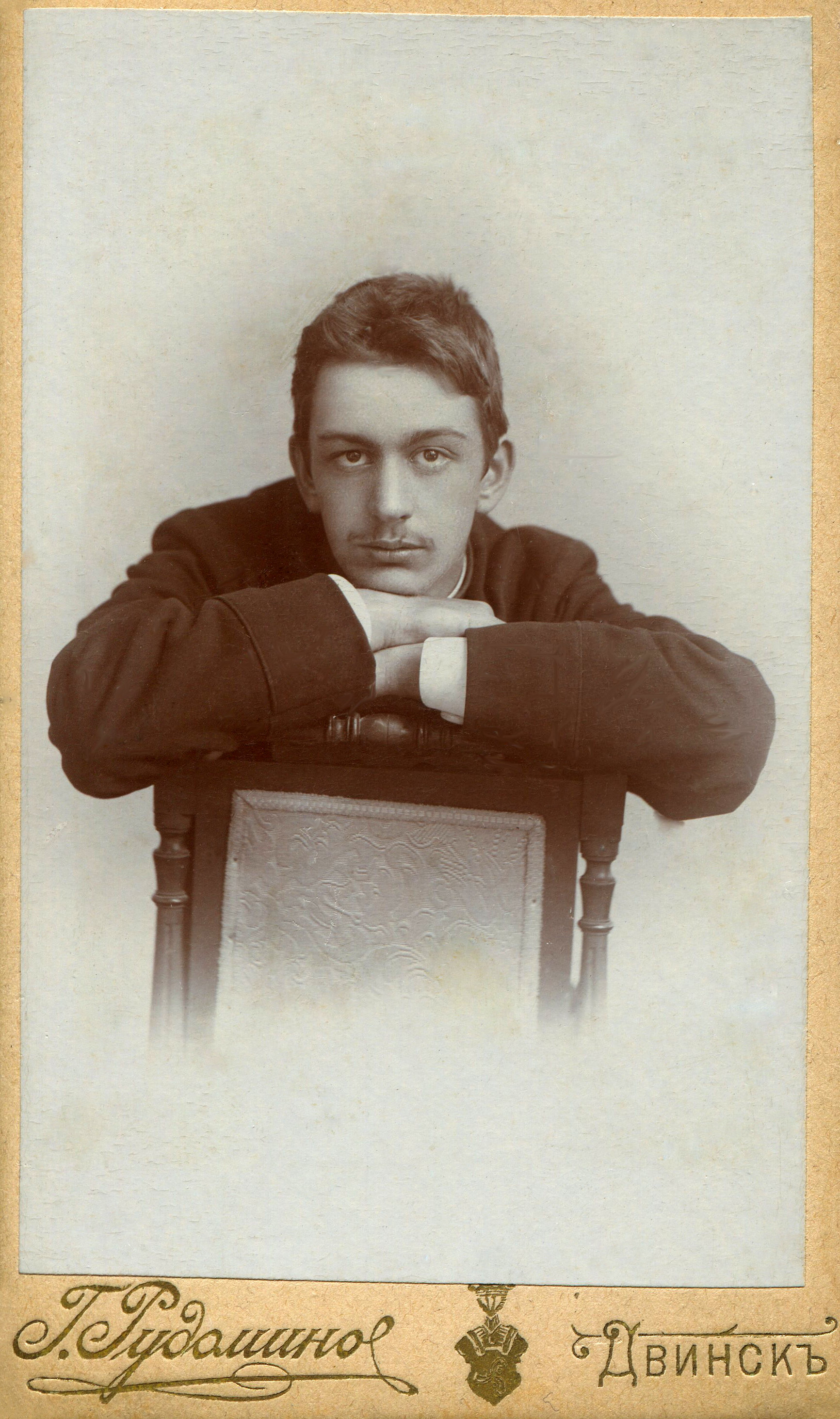
Борис Николаевич Никитенко в годы учёбы в Морском корпусе 1900 г.

Родился в семье артиллерийского офицера, командира первой батареи дислоцированной в Севастополе 13 артиллерийской бригады Николая Кондратьевича Никитенко (24.12.1855 — 1928) и его жены Анны Андреевны (ур. Никоновой) — дочери адмирала Андрея Ивановича Никонова.
После трёх лет учёбы в Севастопольском реальном училище поступил в Санкт-Петербургский Морской кадетский корпус. В 1902 году гардемарином находился в заграничном плавании на крейсере «Генерал-адмирал». Выпущен в мичманы 6 мая 1903 года в 33 черноморский флотский экипаж. По прибытии на Чёрное море был направлен в Николаев, где окончил Штурманские офицерские классы, после чего получил назначение на канонерскую лодку «Запорожец». В 1904 году находился в заграничном плавании, затем был переведён штурманом на минный транспорт (заградитель) «Дунай».

### В дни восстания на крейсере «Очаков»
Ключевым событием, повлиявшим на всю дальнейшую судьбу Б. Н. Никитенко, оказалось Севастопольское восстание 1905 года. Воспитанный в семье, где строго чтились существовавшие общественные устои и была жива память о деде адмирале Андрее Ивановиче Никонове — герое обороны Севастополя, а позже его градоначальнике и председателе Главного военно-морского суда Российской империи, он испытывал на себе и другое влияние. Его дядя Сергей Андреевич Никонов входил в руководящий состав Севастопольского комитета партии социалистов-революционеров (эсеров), а в прошлом был ближайшим соратником Александра Ульянова при подготовке покушения на императора Александра III. Был эсером и двоюродный брат М. М. Шишмарёв.
Расстрел крейсера «Очаков» 15 ноября 1905 года оказал на Б. Н. Никитенко неизгладимое впечатление. Как позже вспоминал М. М. Шишмарёв, сначала за развивающейся драмой он пассивно наблюдал с борта транспорта «Дунай», а затем:

«…Борис был послан на шлюпке с отрядом матросов для занятия судна. Таким образом он был первым, взошедшим на борт „Очакова“ после обстрела. В то время, когда все мы ещё не привыкли к виду крови, как теперь, и не могли относиться равнодушно к живым батальным картинам, вид палубы „Очакова“, залитой кровью и покрытой убитыми и ранеными с оторванными руками и ногами и вывороченными внутренностями, произвёл на Бориса потрясающее впечатление. Он жаловался мне, что эта картина не выходит у него из памяти и что часто, когда он ложится спать, а иногда и среди дня, она встаёт перед ним кошмарной галлюцинацией»— 
Вероятно, большим потрясением для Бориса Никитенко оказалось известие, что одним из тех, кто расстреливал восставший крейсер, был его отец. В те дни генерал А. Н. Меллер-Закомельский докладывал: 

«…подполковник Никитенко, открыто установив пушки на мысе 4-й батареи крепости, с расстояния 700 сажень смело осыпал шрапнелью палубу мятежного крейсера, принуждая его к сдаче»— 
Наконец, через 2 дня после всех драматических событий, именно на минном транспорте «Дунай» арестованного руководителя восстания отставного лейтенанта П. Шмидта перевозили в крепость Очаков. Встреча с униженным и подавленным П. Шмидтом произвела на Бориса Никитенко тяжёлое впечатление. Об этом позже в прошении на имя императрицы с просьбой о помиловании сына писала его мать Анна Андреевна:

«…И тогда ещё мой сын был в рядах флота, усмирявшего восстание очаковцев, и он руководил судном, отвозившим Шмидта и соучастников из Севастополя в Очаков. Только хаос жизни, воцарившийся у нас после этих событий, форменное столпотворение, могли произвести такую перемену в голове моего сына…»— 
После подавления восстания в Севастополе и казни П. Шмидта, политические взгляды Б. Н. Никитенко стали постепенно меняться. Ещё несколько месяцев он оставался на флоте и даже получил очередное звание лейтенанта, но в июле 1906 года оставил службу. Его отец подполковник Н. К. Никитенко со скорбью и тревогой писал младшему сыну Глебу — кадету Морского корпуса: «…с его революционными убеждениями оставаться во флоте нельзя и поэтому он выходит в отставку». Отец объяснял произошедшие изменения в позиции Бориса «воздействием на него [прим.: революционерки и родственницы] Ольги Тарасовой, под влияние которой он окончательно подпал».

### Деятельность в составе партии социалистов-революционеров
Отставка Бориса Никитенко совпала с громкими событиями произошедшими в Крыму, в которых он принял самое непосредственное участие. Несколькими неделями раньше Центральный комитет партии эсеров приговорил командующего Черноморским флотом адмирала Г. П. Чухнина к смертной казни. Исполнение приговора было поручено группе известного террориста Бориса Савинкова, который с этой целью прибыл в Севастополь. 14 мая 1906 года член местного Севастопольского комитета партии эсеров Н. Макаров осуществил покушение на коменданта Севастопольской крепости генерал-лейтенанта В. С. Неплюева. Не знавший о планах севастопольской боевой группы эсеров Б. Савинков не был готов к такому развитию событий и во время облавы был арестован, но уже 16 июля бежал из-под стражи и скрывался в окрестностях Севастополя. Стало ясно, что он должен срочно покинуть Россию.
Вместе с видным эсером Л. И. Зильбербергом и ещё двумя товарищами 25 июля 1906 года Борис Савиков был переправлен в Румынию. Осуществил эту операцию на боте «Александр Ковалевский» Б. Н. Никитенко. Помогали ему два матроса, в роли одного из которых выступал двоюродный брат М. М. Шишмарёв.
Вернувшись из Румынии, Борис Никитенко вскоре отправился в Петербург, где вошёл в состав «Боевой организации» при ЦК партии социалистов-революционеров. После Б. Савинкова организацией руководил вернувшийся в Петербург Л. И. Зильберберг. В этот период «организация» подготовила ряд террористических актов. 21 декабря 1906 года был убит петербургский градоначальник В. Ф. фон дер Лауниц. Это покушение стало поводом для ареста 8 февраля 1907 года Л. И. Зильберберга и его помощника Василия Сулятицкого. Оба они были приговорены судом к смертной казни.
С момента ареста Л. И. Зильберберга руководство боевой организацией перешло к Б. Н. Никитенко («Капитан»). В группе, получившей название «отряд Никитенко», он был одним из самых молодых, но единственным профессиональным военным. Весной 1907 года под его руководством готовились покушения на великого князя Николая Николаевича, премьер-министра П. А. Столыпина и императора Николая II. Для осуществления своих целей отряд располагал складом оружия. Деятельность «отряда Никитенко» была пресечена на этапе сбора сведений о маршрутах передвижения будущих жертв, определения исполнителей и разработки планов покушений.

### Суд и казнь
31 марта 1907 года после продолжительной разработки, которая осуществлялась тайной полицией по доносу казака Собственного Его Императорского Величества Конвоя Николая Ратимова о попытке его вербовки террористами, вся группа была арестована и помещена в Дом предварительного заключения у Литейного моста на Шпалерной ул. (позже выяснилась и причастность к аресту провокатора Е. Ф. Азефа). Что касается Бориса Никитенко, то вначале он содержался в Трубецком бастионе Петропавловской крепости и лишь на период слушания дела в суде был переведён в Дом предварительного заключения.

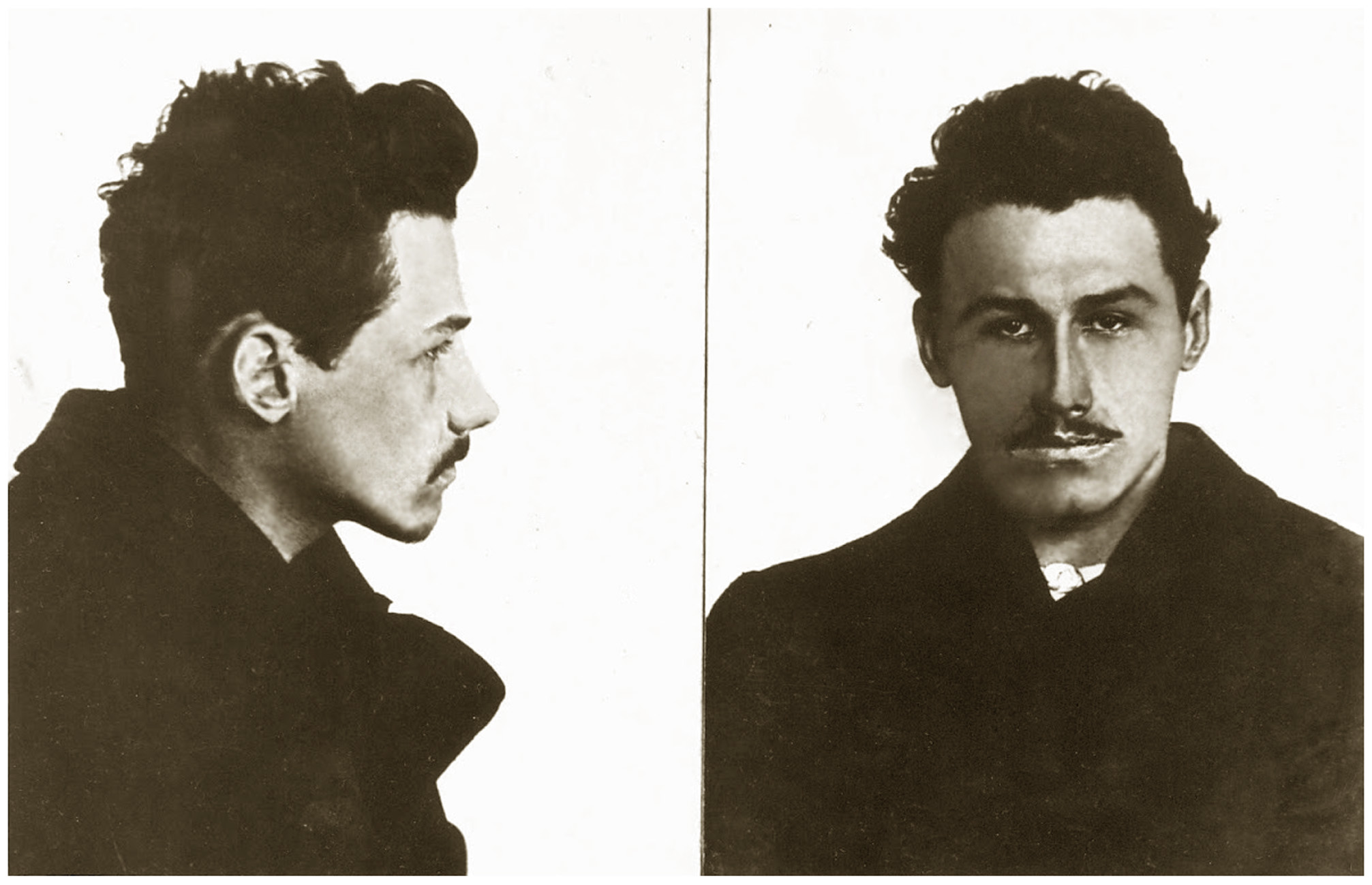
Борис Николаевич Никитенко. Дом предварительного заключения, 1907 г.

В ходе обыска у Б. Н. Никитенко было обнаружено несколько подложных паспортов, конспиративная переписка, чертёж с планом расположения помещения под кабинетом императора в Царскосельском Дворце и указанием маршрута, по которому можно было туда проникнуть. Кроме того, были найдены два письма неизвестного автора и две телеграммы из Царского Села с условными фразами.
Слушание дела в Петербургском военно-окружном суде на Литейном проспекте началось 7 августа 1907 года. Перед судом предстало восемнадцать человек. По мнению С. Д. Никонова, знавшего ситуацию «изнутри», далеко не все из них входили в состав «Отряда Никитенко» и оказались на скамье подсудимых случайно и лишь потому, что наружным наблюдением были зарегистрированы их контакты с Б. Н. Никитенко. Так, например, перед судом предстали четыре родственника главного подсудимого, даже не подозревавшие о готовившихся покушении. Наоборот, активно помогавшие Борису Николаевичу его двоюродный брат М. М. Шишмарёв с женой, хотя и были арестованы, но по делу о провалившемся цареубийстве не проходили.
Защиту подсудимых осуществляла группа адвокатов из содружества «Молодая адвокатура», в том числе: С. А. Андреевский, В. А. Маклаков, Н. К. Муравьёв, С. А. Соколов, А. С. Зарудный, П. Н. Переверзев и другие. Сам Борис Николаевич от услуг адвокатов долгое время отказывался. Не воспользовался он даже помощью своего родственника (мужа Ольги Андреевны — родной сестры матери) присяжного поверенного Николая Платоновича Карабчевского. Имея богатый опыт защиты именно по политическим статьям и всегда добиваясь смягчения наказаний своим подзащитным, на этот раз он мог лишь наблюдать процесс из зала суда. Только перед самым началом процесса, уступив просьбам матери, Борис Никитенко согласился, чтобы его защиту осуществляли родной дядя, присяжный поверенный Алексей Андреевич Никонов, и известный адвокат Л. Н. Андроников.
По существу предъявленных обвинений и по договорённости с ЦК партии эсеров, который из тактических соображений решил дистанцироваться от подготовки данного террористического акта, Б. Н. Никитенко объяснил на суде, что не принадлежал к партии социалистов-революционеров, а лишь разделял её идеи. По его словам, ЦК партии принял решение прекратить террор, поверив обещаниям Правительства созвать Вторую Государственную Думу. Он же, не связанный партийной дисциплиной, задался целью на свой страх и риск собирать различные сведения, которые могли бы оказаться полезными для покушения.
На суде единственный из всех Б. Н. Никитенко не отказывался от существования планов покушения, стараясь взять всю вину на себя. Свои объяснения он давал спокойным, твёрдым голосом и выглядел очень уверенно. Такая манера выступления вызывала уважение. 

«Все эти объяснения Никитенко давал спокойным, твёрдым голосом и вообще держал себя с большим достоинством. В этом двадцатитрёхлетнем юноше чувствовались большая выдержка, недюжинный характер»— 
Помимо фантастической идеи покушения с помощью аэроплана суд установил существование не менее трёх различных планов убийства царя. Был доказан и факт начала практической подготовки того из них, где покушение должен был осуществить В. А. Наумов, внедрённый в дворцовую певческую капеллу.
Решение суда было оглашено 16 августа 1907 года.

«…подсудимые Б. Н. Никитенко, Б. С. Синявский и В. А. Наумов были признаны виновными в приготовлении, по соглашению между собой, к посягательству на жизнь Священной Особы Государя императора и присуждены, по лишении прав состояния, к смертной казни через повешение. Те же Никитенко и Синявский, а также Пигит, Бибергаль, Рогальский и Колоссовский признаны виновными в участии в сообществе, составившемся для учинения насильственного посягательства на изменение существующего в России образа правления, и последние четверо осуждены, по лишении прав состояния к каторге — Колоссовский, как несовершеннолетний, сроком на 4 года, а остальные на 8 лет каждый»— 

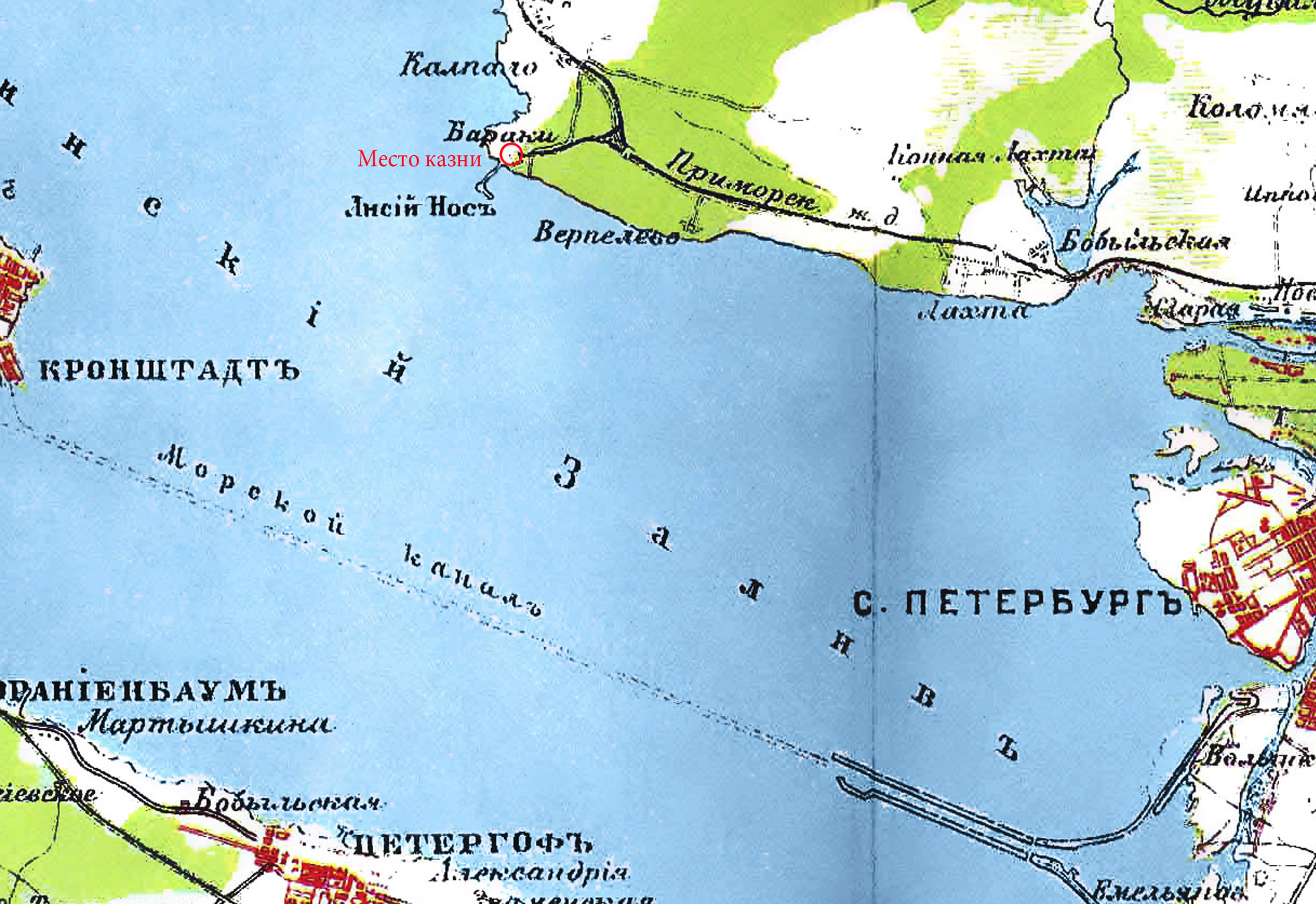
Лисий Нос. Место казни Бориса Никитенко. Карта 1898 г.

Пять человек из группы были оправданы, остальным определены различные сроки ссылки на поселение. По существу, трое приговорённых к смерти были осуждены не за совершённое преступление, а лишь за намерение его осуществить. Процессом над группой Б. Никитенко были уничтожены остатки террористической организации Савинкова-Зильберберга-Никитенко.
20 августа, в день двадцатитрёхлетия главного фигуранта Б. Н. Никитенко, приговорённым к смерти было объявлено, что «кассационной жалобе, от имени защиты и подсудимых по делу о заговоре не дано хода и что приговор конфирмован». Им было дано 20 минут для взаимного общения, во время которого Б. Н. Никитенко как мог успокаивал товарищей. Помимо этого, Борису Николаевичу было разрешено попрощаться с женой своего брата, находившейся в одной из соседних камер — Селиной Артуровной Шишмарёвой. В 2 часа ночи 21 августа осуждённых в кандалах посадили на баржу и на буксире увезли по Неве в Финский залив.
С декабря 1906 года приведение в исполнение смертных приговоров политическим заключённым нередко стало осуществляться в дачном посёлке Лисий Нос на охраняемой территории за находившимися здесь у самого берега залива заброшенными военными пороховыми складами. Весь путь по воде от Дома предварительного заключения и до пристани рядом с железнодорожной станцией «Лисий Нос» (сейчас станцией «Лисий Нос» именуется бывшая платформа «Раздельная», находящаяся тремя километрами ранее) составлял около 25 км. Первыми за покушение на бывшего московского генерал-губернатора Ф. В. Дубасова здесь были лишены жизни Пётр Воробьев и Василий Березин. Затем казнили «неизвестного, отказавшегося себя назвать» — за убийство начальника главного военно-судного управления генерал-лейтенанта В. П. Павлова. За месяц до Б. Никитенко и его товарищей в Лисьем Носу были повешены эсеры Николай Любомудров, Иван Пукжлис и Николай Сидоров за вооруженное нападение на частный ломбард. Исполнения смертных приговоров в Лисьем Носу продолжались и в последующие годы. Уже после Б. Никитенко с товарищами здесь были казнены члены «Летучего отряда» эсеров Альберта Трауберга.
Для казней применялась разборная виселица, которая доставлялась из кронштадтского форта № 6, собиралась непосредственно перед акцией, а сразу после завершения отвозилась обратно. Хоронили казнённых, предварительно сняв кандалы, тут же в безымянных могилах в лесу на берегу Финского залива.

«Казнь происходила на рассвете в Лисьем Носу. Как только осужденные высадились и в сопровождении конвоя приблизились к эшафоту, тов. прокурора предложил им написать письма или словесно передать что-либо родным. Присужденные отказались. Затем к ним пошёл священник с предложением поговорить, причаститься. Никитенко и Синявский отказались. Наумов выслушал краткое напутствие священника, положил два земных поклона и был казнен первым. Вторым был казнен Никитенко и последним Синявский. Смерть последовала немедленно»— 
На следующий день 22 августа 1907 года, возможно, для того, чтобы подчеркнуть свою лояльность к семье покойного, Николай II подписал указ о производстве Николая Кондратьевича Никитенко в полковники. В 1916 году он стал генерал-майором.

## Семья
Собственной семьей Б. Н. Никитенко обзавестись не успел. В семье его родителей было 9 детей.

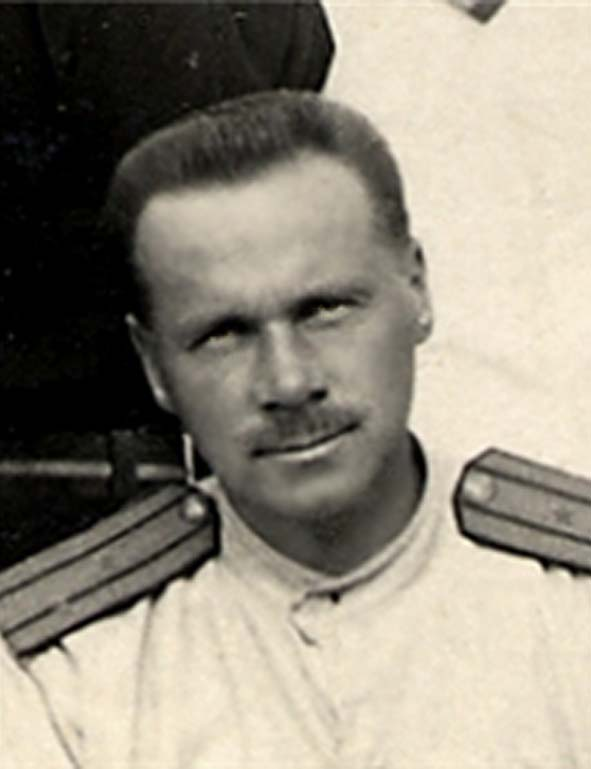
Глеб Николаевич Никитенко

- брат: Глеб Николаевич Никитенко (1891, Севастополь — 28.04.1984, Канны)[10] — Выпускник Морского кадетского корпус 1910 года. Участник Первой мировой войны в составе Балтийского флота; Георгиевский кавалер (ВП по Морскому ведомству от 09.01.1917 № 26)[25]. В Добровольческой армии и ВСЮР до эвакуации из Крыма: с апреля 1919 года командир Морского офицерского отряда; капитан 2-го ранга (28.03.1920). На 25.03.1921 находился в составе русской эскадры в Бизерте — командир ледокола «Джигит», с апреля 1921 года в штабе эскадры, в июне — на крейсере «Генерал Корнилов», с октября 1921 года — флагманский штурман. В эмиграции с апреля 1922 года в Рабате (Марокко), 1933—1935 на Мадагаскаре (Таматава). Женат. Соч. : статьи в «Морском журнале»;
- дядя: Сергей Андреевич Никонов (26.02.1864, Одесса — 09.01.1942, Ленинград)[26] — член партии «Народная воля» c 1885 года, сподвижник Александра Ульянова, один из участников подготовки покушения на императора Александра III;
- дядя: Николай Платонович Карабчевский (29.11.1851, Херсонская губ. — 22.11.1925, Рим) — присутственный поверенный, член совет Петербургского учётного и ссудного банка;
- дядя: Алексей Андреевич Никонов (23.01.1866, Севастополь — 29.11.1924, Москва) — присяжный поверенный, революционный и земский деятель в Саратове, масон[27].
- двоюродный брат: Михаил Михайлович Шишмарёв (1883, Двинск — 1962, Москва) — авиаконструктор, генерал-майор авиации.